# Jakub Petružálek
Jakub Petružálek (* 24. dubna 1985 Litvínov) je bývalý český profesionální hokejista, naposledy hrající na pozici pravého křídla v HC Verva Litvínov. Momentálně působí jako asistent trenéra juniorů v klubu HC Verva Litvínov.

## Hráčská kariéra
V roce 2004 byl draftován New York Rangers ve vstupním draftu NHL jako 266. celkově, ale za Jezdce si ani nestihl zahrát. Byl vyměněn do Caroliny Hurricanes spolu s volbou v pátém kole draftu 2008 za Brada Isbistera.
Dne 15. května 2009 odešel z Caroliny do finské SM-ligy, kde podepsal smlouvu s týmem Lukko Rauma pro sezónu 2009/2010. Od sezóny 2011/2012 hraje za tým v KHL - Amur Chabarovsk. V reprezentaci se poprvé objevil na Karjala Cupu 2011, kde v prvním zápase proti Švédům vstřelil dva góly.
V prosinci roku 2013 přestoupil do klubu Ak Bars Kazaň. Celkem v Chabarovsku odehrál 137 zápasů ve kterých si připsal 50 branek a 54 asistencí.
Jeho partnerkou byla k roku 2014 česká modelka Kateřina Netolická. Dne 9. listopadu 2014 ji však v Petružálkově litvínovském bytě nalezl mrtvou Petružálkův bratr. Po smrti přítelkyně se rozhodl vrátit zpět k rodině do ČR. 28. listopadu přestoupil z Avtomobilist Jekatěrinburgu do mateřského klubu HC Verva Litvínov. Za Litvínov odehrál i poslední tři sezóny kariéry, kterou ukončil v létě 2021.

## Ocenění a úspěchy
- 2004 ČHL-20 - Nejlepší střelec
- 2004 ČHL-20 - Nejlepší nahrávač
- 2004 ČHL-20 - Nejproduktivnější hráč
- 2004 ČHL-20 - Nejlepší hráč v pobytu na ledě (+/-)
- 2005 OHL - Nejlepší nahrávač mezi nováčky
- 2005 OHL - Nejproduktivnější nováček
- 2011 SM-l - Nejlepší střelec v playoff
- 2012 KHL - Utkání hvězd
- 2013 KHL - Utkání hvězd
- 2014 KHL - Utkání hvězd
- 2015 ČHL - Nejlepší střelec v play off

## Prvenství

### ČHL
- Debut – 21. února 2003 (HC Chemopetrol Litvínov proti HC Havířov Panthers)
- První gól – 28. listopadu 2014 (HC Verva Litvínov proti HC Sparta Praha, slovenskému brankáři Rastislavu Staňovi)
- První asistence – 28. listopadu 2014 (HC Verva Litvínov proti HC Sparta Praha)

### NHL
- Debut v NHL - 5. února 2009 (San Jose Sharks proti Carolina Hurricanes)
- První asistence v NHL - 5. února 2009 (San Jose Sharks proti Carolina Hurricanes)

## Klubová statistika
| Sezóna       | Klub                | Soutěž       |     | Základní část | Základní část | Základní část | Základní část | Základní část |    | Play off | Play off | Play off | Play off | Play off |
| Sezóna       | Klub                | Soutěž       | Z   | G             | A             | B             | TM            | Z             | G  | A        | B        | TM       |          |          |
| 2002/03      | HC Chemopetrol      | ČHL          | 5   | 0             | 0             | 0             | 0             | —             | —  | —        | —        | —        |          |          |
| 2003/04      | HC Chemopetrol      | ČHL          | 7   | 0             | 0             | 0             | 2             | —             | —  | —        | —        | —        |          |          |
| 2004/05      | Ottawa 67's         | OHL          | 59  | 23            | 40            | 63            | 64            | 21            | 8  | 10       | 18       | 30       |          |          |
| 2005/06      | HC Chemopetrol      | ČHL          | 19  | 1             | 1             | 2             | 6             | —             | —  | —        | —        | —        |          |          |
| 2005/06      | Barrie Colts        | OHL          | 24  | 11            | 20            | 31            | 28            | 14            | 8  | 11       | 19       | 14       |          |          |
| 2006/07      | Hartford Wolf Pack  | AHL          | 6   | 0             | 2             | 2             | 0             | —             | —  | —        | —        | —        |          |          |
| 2006/07      | Charlotte Checkers  | ECHL         | 7   | 1             | 9             | 10            | 4             | —             | —  | —        | —        | —        |          |          |
| 2006/07      | Albany River Rats   | AHL          | 54  | 10            | 18            | 28            | 16            | 5             | 2  | 2        | 4        | 10       |          |          |
| 2007/08      | Albany River Rats   | AHL          | 78  | 14            | 31            | 45            | 52            | 7             | 2  | 1        | 3        | 8        |          |          |
| 2008/09      | Albany River Rats   | AHL          | 77  | 19            | 35            | 54            | 35            | —             | —  | —        | —        | —        |          |          |
| 2008/09      | Carolina Hurricanes | NHL          | 2   | 0             | 1             | 1             | 0             | —             | —  | —        | —        | —        |          |          |
| 2009/10      | Lukko Rauma         | SM-l         | 55  | 17            | 24            | 41            | 78            | 4             | 0  | 1        | 1        | 4        |          |          |
| 2010/11      | Lukko Rauma         | SM-l         | 59  | 20            | 23            | 43            | 28            | 13            | 9  | 5        | 14       | 22       |          |          |
| 2011/12      | Amur Chabarovsk     | KHL          | 54  | 22            | 28            | 50            | 16            | 4             | 0  | 1        | 1        | 2        |          |          |
| 2012/13      | Amur Chabarovsk     | KHL          | 41  | 15            | 18            | 33            | 18            | —             | —  | —        | —        | —        |          |          |
| 2012/13      | HK Dynamo Moskva    | KHL          | 10  | 0             | 2             | 2             | 4             | 19            | 9  | 7        | 16       | 4        |          |          |
| 2013/14      | Amur Chabarovsk     | KHL          | 38  | 13            | 7             | 20            | 2             | —             | —  | —        | —        | —        |          |          |
| 2013/14      | Ak Bars Kazaň       | KHL          | 13  | 1             | 2             | 3             | 0             | —             | —  | —        | —        | —        |          |          |
| 2014/15      | HC Verva Litvínov   | ČHL          | 28  | 12            | 14            | 26            | 6             | 9             | 7  | 0        | 3        | 14       |          |          |
| 2015/16      | Örebro HK           | SHL          | 14  | 4             | 0             | 4             | 0             | —             | —  | —        | —        | —        |          |          |
| 2015/16      | HK Dynamo Moskva    | KHL          | 4   | 1             | 0             | 1             | 2             | —             | —  | —        | —        | —        |          |          |
| 2016/17      | HC Oceláři Třinec   | ČHL          | 51  | 16            | 20            | 36            | 12            | 6             | 1  | 2        | 3        | 4        |          |          |
| 2017/18      | HC Oceláři Třinec   | ČHL          | 19  | 5             | 5             | 10            | 2             | 18            | 4  | 3        | 7        | 4        |          |          |
| 2018/19      | HC Verva Litvínov   | ČHL          | 52  | 8             | 21            | 29            | 40            | —             | —  | —        | —        | —        |          |          |
| 2019/20      | HC Verva Litvínov   | ČHL          | 43  | 9             | 23            | 32            | 14            | —             | —  | —        | —        | —        |          |          |
| 2020/21      | HC Verva Litvínov   | ČHL          | 15  | 0             | 2             | 2             | 0             | —             | —  | —        | —        | —        |          |          |
| Celkem v ČHL | Celkem v ČHL        | Celkem v ČHL | 224 | 51            | 84            | 135           | 82            | 44            | 15 | 12       | 27       | 12       |          |          |
| Celkem v KHL | Celkem v KHL        | Celkem v KHL | 183 | 56            | 69            | 125           | 84            | 26            | 9  | 8        | 17       | 6        |          |          |
| Celkem v AHL | Celkem v AHL        | Celkem v AHL | 215 | 43            | 86            | 129           | 103           | 12            | 4  | 3        | 7        | 18       |          |          |

## Reprezentace
| Rok                       | Tým                       | Soutěž                    | Z  | G | A | B | TM |
| ------------------------- | ------------------------- | ------------------------- | -- | - | - | - | -- |
| 2003                      | Česko 18                  | MS-18                     | 6  | 1 | 0 | 1 | 0  |
| 2005                      | Česko 20                  | MSJ                       | 7  | 1 | 1 | 2 | 4  |
| 2012                      | Česko                     | MS                        | 10 | 1 | 3 | 4 | 0  |
| 2014                      | Česko                     | MS                        | 7  | 0 | 0 | 0 | 6  |
| Juniorská kariéra celkově | Juniorská kariéra celkově | Juniorská kariéra celkově | 13 | 2 | 1 | 3 | 4  |
| Seniorská kariéra celkově | Seniorská kariéra celkově | Seniorská kariéra celkově | 17 | 1 | 3 | 4 | 6  |

## Politická kariéra
V roce 2018 kandidoval v komunálních volbách do zastupitelstva města Litvínova jako nestraník na kandidátce SNK Evropští demokraté, strana získala 7,42 % hlasů a 2 mandáty. Z původního čtvrtého místa na kandidátce se Petružálkovi podařilo dostat na druhé místo a tudíž byl zvolen. První místo na kandidátce obsadil jiný hokejista, a to Jiří Šlégr. Kvůli pracovnímu vytížení se však Petružálek ještě před ustavujícím zasedání zastupitelstva vzdal mandátu. V roce 2022 v komunálních volbách již nekandidoval.